# Wereldbeker schansspringen 2024/2025
De wereldbeker schansspringen 2024/2025 ging van start op 22 november 2024 in het Noorse Lillehammer en eindigde op 30 maart 2025 in het Sloveense Planica.
Dit schansspringseizoen telt verschillende hoogtepunten, zo zijn er het Vierschansentoernooi en de wereldkampioenschappen schansspringen. De schansspringer die op het einde van het seizoen de meeste punten heeft verzameld, wint de algemene wereldbeker. De wedstrijden op de wereldkampioenschappen tellen niet mee voor de algemene wereldbeker. 

## Mannen

### Kalender
| Datum                                                                                   | Plaats                          | Schans                          | Opmerking                       | Eerste                                                               | Tweede                                                                   | Derde                                                                                           |
| --------------------------------------------------------------------------------------- | ------------------------------- | ------------------------------- | ------------------------------- | -------------------------------------------------------------------- | ------------------------------------------------------------------------ | ----------------------------------------------------------------------------------------------- |
| 23/11/2024                                                                              | Lillehammer                     | HS140                           | Avond                           | Pius Paschke                                                         | Daniel Tschofenig                                                        | Maximilian Ortner                                                                               |
| 24/11/2024                                                                              | Lillehammer                     | HS140                           | Avond                           | Jan Hörl                                                             | Pius Paschke                                                             | Daniel Tschofenig                                                                               |
| 30/11/2024                                                                              | Kuusamo                         | HS142                           | Avond                           | Pius Paschke                                                         | Jan Hörl                                                                 | Stefan Kraft                                                                                    |
| 01/12/2024                                                                              | Kuusamo                         | HS142                           | Avond                           | Andreas Wellinger                                                    | Stefan Kraft                                                             | Karl Geiger                                                                                     |
| 07/12/2024                                                                              | Wisła                           | HS134                           | Avond                           | Daniel Tschofenig                                                    | Gregor Deschwanden                                                       | Pius Paschke                                                                                    |
| 08/12/2024                                                                              | Wisła                           | HS134                           | Avond                           | Pius Paschke                                                         | Jan Hörl                                                                 | Stefan Kraft                                                                                    |
| 13/12/2024                                                                              | Titisee-Neustadt                | HS142                           | Superteam Avond                 | Duitsland Andreas Wellinger Pius Paschke                             | Oostenrijk Daniel Tschofenig Jan Hörl                                    | Noorwegen Halvor Egner Granerud Kristoffer Eriksen Sundal                                       |
| 14/12/2024                                                                              | Titisee-Neustadt                | HS142                           | Avond                           | Pius Paschke                                                         | Gregor Deschwanden                                                       | Daniel Tschofenig                                                                               |
| 15/12/2024                                                                              | Titisee-Neustadt                | HS142                           | Avond                           | Pius Paschke                                                         | Michael Hayböck                                                          | Kristoffer Eriksen Sundal                                                                       |
| 21/12/2024                                                                              | Engelberg                       | HS140                           | Avond                           | Jan Hörl                                                             | Daniel Tschofenig                                                        | Gregor Deschwanden                                                                              |
| 22/12/2024                                                                              | Engelberg                       | HS140                           | Avond                           | Daniel Tschofenig                                                    | Jan Hörl                                                                 | Stefan Kraft                                                                                    |
| Vierschansentoernooi 2025                                                               |                                 |                                 |                                 |                                                                      |                                                                          |                                                                                                 |
| 29/12/2024                                                                              | Oberstdorf                      | HS137                           | Avond                           | Stefan Kraft                                                         | Jan Hörl                                                                 | Daniel Tschofenig                                                                               |
| 01/01/2025                                                                              | Garmisch-Partenkirchen          | HS142                           |                                 | Daniel Tschofenig                                                    | Gregor Deschwanden                                                       | Michael Hayböck                                                                                 |
| 04/01/2025                                                                              | Innsbruck                       | HS130                           |                                 | Stefan Kraft                                                         | Jan Hörl                                                                 | Daniel Tschofenig                                                                               |
| 06/01/2025                                                                              | Bischofshofen                   | HS142                           | Avond                           | Daniel Tschofenig                                                    | Jan Hörl                                                                 | Stefan Kraft                                                                                    |
| Eindstand Vierschansentoernooi:                                                         | Eindstand Vierschansentoernooi: | Eindstand Vierschansentoernooi: | Eindstand Vierschansentoernooi: | Daniel Tschofenig                                                    | Jan Hörl                                                                 | Stefan Kraft                                                                                    |
| 19/01/2025                                                                              | Zakopane                        | HS140                           | Team Avond                      | Oostenrijk Jan Hörl Maximilian Ortner Stefan Kraft Daniel Tschofenig | Slovenië Lovro Kos Timi Zajc Domen Prevc Anže Lanišek                    | Noorwegen Kristoffer Eriksen Sundal Benjamin Østvold Halvor Egner Granerud Johann André Forfang |
| 20/01/2025                                                                              | Zakopane                        | HS140                           | Avond                           | Daniel Tschofenig                                                    | Johann André Forfang                                                     | Jan Hörl                                                                                        |
| 25/01/2025                                                                              | Oberstdorf                      | HS235                           | Skivliegen                      | Timi Zajc                                                            | Johann André Forfang                                                     | Domen Prevc                                                                                     |
| 26/01/2025                                                                              | Oberstdorf                      | HS235                           | Skivliegen                      | Domen Prevc                                                          | Johann André Forfang                                                     | Michael Hayböck                                                                                 |
| 01/02/2025                                                                              | Willingen                       | HS147                           | Avond                           | Daniel Tschofenig                                                    | Anže Lanišek                                                             | Maximilian Ortner                                                                               |
| 02/02/2025                                                                              | Willingen                       | HS147                           | Avond                           | Daniel Tschofenig                                                    | Johann André Forfang                                                     | Jan Hörl                                                                                        |
| 08/02/2025                                                                              | Lake Placid                     | HS128                           | Avond                           | Johann André Forfang                                                 | Jan Hörl                                                                 | Daniel Tschofenig                                                                               |
| 09/02/2025                                                                              | Lake Placid                     | HS128                           | Avond                           | Daniel Tschofenig                                                    | Jan Hörl                                                                 | Anže Lanišek                                                                                    |
| 15/02/2025                                                                              | Sapporo                         | HS137                           | Avond                           | Ryoyu Kobayashi                                                      | Jan Hörl                                                                 | Domen Prevc                                                                                     |
| 16/02/2025                                                                              | Sapporo                         | HS137                           | Avond                           | Ryoyu Kobayashi                                                      | Marius Lindvik                                                           | Johann André Forfang                                                                            |
| 25 februari tot en met 9 maart: Wereldkampioenschappen schansspringen 2025 in Trondheim |                                 |                                 |                                 |                                                                      |                                                                          |                                                                                                 |
| Raw Air 2025                                                                            |                                 |                                 |                                 |                                                                      |                                                                          |                                                                                                 |
| 13/03/2025                                                                              | Oslo                            | HS134                           |                                 | Ryoyu Kobayashi                                                      | Jan Hörl                                                                 | Karl Geiger                                                                                     |
| 15/03/2025                                                                              | Vikersund                       | HS240                           | Skivliegen                      | Andreas Wellinger                                                    | Timi Zajc                                                                | Anže Lanišek                                                                                    |
| 16/03/2025                                                                              | Vikersund                       | HS240                           | Skivliegen                      | Domen Prevc                                                          | Andreas Wellinger                                                        | Ryoyu Kobayashi                                                                                 |
| Eindklassement Raw Air:                                                                 | Eindklassement Raw Air:         | Eindklassement Raw Air:         | Eindklassement Raw Air:         | Andreas Wellinger                                                    | Domen Prevc                                                              | Ryoyu Kobayashi                                                                                 |
| 22/03/2025                                                                              | Lahti                           | HS130                           |                                 | Anže Lanišek                                                         | Stefan Kraft                                                             | Paweł Wąsek                                                                                     |
| 23/03/2025                                                                              | Lahti                           | HS130                           | Superteam                       | Slovenië Lovro Kos Anže Lanišek                                      | Oostenrijk Manuel Fettner Stefan Kraft                                   | Japan Ren Nikaido Ryoyu Kobayashi                                                               |
| Planica 7 2025                                                                          |                                 |                                 |                                 |                                                                      |                                                                          |                                                                                                 |
| 28/03/2025                                                                              | Planica                         | HS240                           | Skivliegen                      | Domen Prevc                                                          | Anže Lanišek                                                             | Ryoyu Kobayashi                                                                                 |
| 29/03/2025                                                                              | Planica                         | HS240                           | Skivliegen Team                 | Oostenrijk Daniel Tschofenig Manuel Fettner Jan Hörl Stefan Kraft    | Duitsland Karl Geiger Andreas Wellinger Pius Paschke Markus Eisenbichler | Slovenië Lovro Kos Domen Prevc Timi Zajc Anže Lanišek                                           |
| 30/03/2025                                                                              | Planica                         | HS240                           | Skivliegen                      | Anže Lanišek                                                         | Domen Prevc                                                              | Andreas Wellinger                                                                               |
| Eindstand Planica 7:                                                                    | Eindstand Planica 7:            | Eindstand Planica 7:            | Eindstand Planica 7:            | Domen Prevc                                                          | Anže Lanišek                                                             | Andreas Wellinger                                                                               |

### Eindstanden
| Wereldbeker algemeen | Wereldbeker algemeen | Wereldbeker algemeen | Wereldbeker algemeen |
| #                    | Naam                 | Land                 | Punten               |
| -------------------- | -------------------- | -------------------- | -------------------- |
| 1                    | Daniel Tschofenig    | Oostenrijk           | 1805                 |
| 2                    | Jan Hörl             | Oostenrijk           | 1652                 |
| 3                    | Stefan Kraft         | Oostenrijk           | 1290                 |
| 4                    | Anže Lanišek         | Slovenië             | 1056                 |
| 5                    | Pius Paschke         | Duitsland            | 1006                 |
| 6                    | Gregor Deschwanden   | Zwitserland          | 996                  |
| 7                    | Andreas Wellinger    | Duitsland            | 989                  |
| 8                    | Johann André Forfang | Noorwegen            | 955                  |
| 9                    | Ryoyu Kobayashi      | Japan                | 910                  |
| 10                   | Domen Prevc          | Slovenië             | 776                  |

| Wereldbeker skivliegen | Wereldbeker skivliegen | Wereldbeker skivliegen | Wereldbeker skivliegen |
| #                      | Naam                   | Land                   | Punten                 |
| ---------------------- | ---------------------- | ---------------------- | ---------------------- |
| 1                      | Domen Prevc            | Slovenië               | 485                    |
| 2                      | Anže Lanišek           | Slovenië               | 317                    |
| 3                      | Andreas Wellinger      | Duitsland              | 310                    |
| 4                      | Ryoyu Kobayashi        | Japan                  | 280                    |
| 5                      | Timi Zajc              | Slovenië               | 268                    |
| 6                      | Daniel Tschofenig      | Oostenrijk             | 224                    |
| 7                      | Jan Hörl               | Oostenrijk             | 200                    |
| 8                      | Stefan Kraft           | Oostenrijk             | 185                    |
| 9                      | Gregor Deschwanden     | Zwitserland            | 165                    |
| 10                     | Karl Geiger            | Duitsland              | 162                    |

## Vrouwen

### Kalender
| Datum                                                                                   | Plaats                          | Schans                          | Opmerking                       | Eerste                                                                | Tweede                                                                | Derde                                                                 |
| --------------------------------------------------------------------------------------- | ------------------------------- | ------------------------------- | ------------------------------- | --------------------------------------------------------------------- | --------------------------------------------------------------------- | --------------------------------------------------------------------- |
| 23/11/2024                                                                              | Lillehammer                     | HS140                           |                                 | Nika Prevc                                                            | Katharina Althaus                                                     | Selina Freitag                                                        |
| 24/11/2024                                                                              | Lillehammer                     | HS140                           |                                 | Katharina Althaus                                                     | Selina Freitag                                                        | Lisa Eder                                                             |
| 08/12/2023                                                                              | Zhangjiakou                     | HS106                           | Avond                           | Katharina Althaus                                                     | Eirin Maria Kvandal                                                   | Nika Prevc                                                            |
| 09/12/2023                                                                              | Zhangjiakou                     | HS106                           | Avond                           | Katharina Althaus                                                     | Ema Klinec                                                            | Lisa Eder                                                             |
| 21/12/2024                                                                              | Engelberg                       | HS140                           | Avond                           | Nika Prevc                                                            | Katharina Althaus                                                     | Thea Minyan Bjørseth                                                  |
| 22/12/2024                                                                              | Engelberg                       | HS140                           |                                 | Afgebroken, vanwege hevige sneeuwval en wisselende windomstandigheden | Afgebroken, vanwege hevige sneeuwval en wisselende windomstandigheden | Afgebroken, vanwege hevige sneeuwval en wisselende windomstandigheden |
| Tweeschansentoernooi 2025                                                               |                                 |                                 |                                 |                                                                       |                                                                       |                                                                       |
| 31/12/2024                                                                              | Garmisch-Partenkirchen          | HS142                           | Avond                           | Nika Prevc                                                            | Eirin Maria Kvandal                                                   | Eva Pinkelnig                                                         |
| 01/01/2025                                                                              | Oberstdorf                      | HS137                           | Avond                           | Nika Prevc                                                            | Anna Odine Strøm                                                      | Eirin Maria Kvandal                                                   |
| Eindstand Tweeschansentoernooi:                                                         | Eindstand Tweeschansentoernooi: | Eindstand Tweeschansentoernooi: | Eindstand Tweeschansentoernooi: | Nika Prevc                                                            | Eirin Maria Kvandal                                                   | Katharina Althaus                                                     |
| 05/01/2025                                                                              | Villach                         | HS98                            |                                 | Katharina Althaus                                                     | Nika Prevc                                                            | Jacqueline Seifriedsberger                                            |
| 06/01/2025                                                                              | Villach                         | HS98                            |                                 | Eva Pinkelnig                                                         | Katharina Althaus                                                     | Nika Prevc                                                            |
| 18/01/2025                                                                              | Sapporo                         | HS137                           | Avond                           | Alexandria Loutitt                                                    | Lisa Eder                                                             | Eirin Maria Kvandal                                                   |
| 19/01/2025                                                                              | Sapporo                         | HS137                           |                                 | Eirin Maria Kvandal                                                   | Selina Freitag                                                        | Thea Minyan Bjørseth                                                  |
| 24/01/2025                                                                              | Yamagata                        | HS102                           | Avond                           | Nika Prevc                                                            | Thea Minyan Bjørseth                                                  | Eva Pinkelnig                                                         |
| 25/01/2025                                                                              | Yamagata                        | HS102                           | Superteam Avond                 | Duitsland Selina Freitag Agnes Reisch                                 | Noorwegen Thea Minyan Bjørseth Eirin Maria Kvandal                    | Oostenrijk Jacqueline Seifriedsberger Eva Pinkelnig                   |
| 26/01/2025                                                                              | Yamagata                        | HS102                           | Avond                           | Oostenrijk Jacqueline Seifriedsberger                                 | Eirin Maria Kvandal                                                   | Nika Prevc                                                            |
| 01/02/2025                                                                              | Willingen                       | HS147                           |                                 | Eirin Maria Kvandal                                                   | Anna Odine Strøm                                                      | Jacqueline Seifriedsberger                                            |
| 07/02/2025                                                                              | Lake Placid                     | HS128                           |                                 | Nika Prevc                                                            | Eirin Maria Kvandal                                                   | Alexandria Loutitt                                                    |
| 08/02/2025                                                                              | Lake Placid                     | HS128                           |                                 | Nika Prevc                                                            | Agnes Reisch                                                          | Selina Freitag                                                        |
| 15/02/2025                                                                              | Ljubno                          | HS94                            |                                 | Nika Prevc                                                            | Selina Freitag                                                        | Thea Minyan Bjørseth                                                  |
| 16/02/2025                                                                              | Ljubno                          | HS94                            |                                 | Nika Prevc                                                            | Selina Freitag                                                        | Lisa Eder                                                             |
| 22/02/2025                                                                              | Hinzenbach                      | HS90                            |                                 | Nika Prevc                                                            | Selina Freitag                                                        | Jacqueline Seifriedsberger                                            |
| 23/02/2025                                                                              | Hinzenbach                      | HS90                            |                                 | Nika Prevc                                                            | Selina Freitag                                                        | Abigail Strate                                                        |
| 25 februari tot en met 9 maart: Wereldkampioenschappen schansspringen 2025 in Trondheim |                                 |                                 |                                 |                                                                       |                                                                       |                                                                       |
| Raw Air 2025                                                                            |                                 |                                 |                                 |                                                                       |                                                                       |                                                                       |
| 13/03/2025                                                                              | Oslo                            | HS134                           |                                 | Nika Prevc                                                            | Anna Odine Strøm                                                      | Eirin Maria Kvandal                                                   |
| 15/03/2025                                                                              | Vikersund                       | HS240                           | Skivliegen                      | Nika Prevc                                                            | Ema Klinec                                                            | Selina Freitag                                                        |
| 16/03/2025                                                                              | Vikersund                       | HS240                           | Skivliegen                      | Geannuleerd                                                           | Geannuleerd                                                           | Geannuleerd                                                           |
| Eindklassement Raw Air:                                                                 | Eindklassement Raw Air:         | Eindklassement Raw Air:         | Eindklassement Raw Air:         | Nika Prevc                                                            | Eirin Maria Kvandal                                                   | Anna Odine Strøm                                                      |
| 20/03/2025                                                                              | Lahti                           | HS130                           | Avond                           | Nika Prevc                                                            | Selina Freitag                                                        | Alexandria Loutitt                                                    |
| 21/03/2025                                                                              | Lahti                           | HS130                           | Avond                           | Nika Prevc                                                            | Selina Freitag                                                        | Ema Klinec                                                            |

### Eindstand
| #  | Naam                       | Land       | Punten |
| -- | -------------------------- | ---------- | ------ |
| 1  | Nika Prevc                 | Slovenië   | 1933   |
| 2  | Selina Freitag             | Duitsland  | 1293   |
| 3  | Katharina Althaus          | Duitsland  | 1201   |
| 4  | Eirin Maria Kvandal        | Noorwegen  | 1026   |
| 5  | Jacqueline Seifriedsberger | Oostenrijk | 978    |
| 6  | Lisa Eder                  | Oostenrijk | 877    |
| 7  | Eva Pinkelnig              | Oostenrijk | 819    |
| 8  | Anna Odine Strøm           | Noorwegen  | 801    |
| 9  | Ema Klinec                 | Slovenië   | 710    |
| 10 | Alexandria Loutitt         | Canada     | 681    |

## Gemengd

### Kalender
| Datum      | Plaats      | Schans | Opmerking | Eerste                                                                                            | Tweede                                                                                            | Derde                                                                        |
| ---------- | ----------- | ------ | --------- | ------------------------------------------------------------------------------------------------- | ------------------------------------------------------------------------------------------------- | ---------------------------------------------------------------------------- |
| 22/11/2024 | Lillehammer | HS140  | Team      | Duitsland Selina Freitag Andreas Wellinger Katharina Althaus Pius Paschke                         | Noorwegen Anna Odine Strøm Kristoffer Eriksen Sundal Eirin Maria Kvandal Marius Lindvik           | Oostenrijk Lisa Eder Daniel Tschofenig Eva Pinkelnig Jan Hörl                |
| 01/02/2025 | Willingen   | HS147  | Team      | Noorwegen Thea Minyan Bjørseth Kristoffer Eriksen Sundal Eirin Maria Kvandal Johann André Forfang | Oostenrijk Lisa Eder Jan Hörl Jacqueline Seifriedsberger Daniel Tschofenig                        | Duitsland Katharina Althaus Philipp Raimund Selina Freitag Andreas Wellinger |
| 07/02/2025 | Lake Placid | HS128  | Team      | Duitsland Agnes Reisch Philipp Raimund Selina Freitag Andreas Wellinger                           | Noorwegen Thea Minyan Bjørseth Kristoffer Eriksen Sundal Eirin Maria Kvandal Johann André Forfang | Oostenrijk Lisa Eder Jan Hörl Jacqueline Seifriedsberger Daniel Tschofenig   |